# The Mysterious Rider (film 1938)
The Mysterious Rider è un film del 1938 diretto da Lesley Selander.

## Produzione
Il film fu prodotto dalla Harry Sherman Productions.
Venne girato in Arizona, nella Saguaro Forest.

## Distribuzione
Distribuito dalla Paramount Pictures, il film - presentato da Adolph Zukor - uscì nelle sale cinematografiche USA il 21 settembre 1938.